# 特伦斯·莫里斯
特伦斯·达里亚·莫里斯（英語：Terence Darea Morris，1979年1月11日—），美国NBA联盟职业篮球运动员。他在2001年的NBA选秀中第2轮第5顺位被亚特兰大鹰选中。